# Дилатометр

Дилатометр

Дилатоме́тр (рос. дилатометр; англ. dilatometer; нім. Dilatometer n,  Ausdehnungsmesser m) — прилад для вимірювання параметрів теплового розширення рідин та твердих тіл, зокрема зміни геометричних розмірів тіла внаслідок впливу на нього теплоти.